# Avenida Augusto de Lima
A Avenida Augusto de Lima é uma das principais da região central de Belo Horizonte.
Ela passa pela Praça Raul Soares, e também leva ao Mercado Central e ao Edifício Maletta (no cruzamento com a Rua da Bahia). 
Inicia-se na Avenida João Pinheiro, e acaba na parte oeste da Avenida do Contorno.
Nela se localiza o edifício da Imprensa Oficial do Estado de Minas Gerais, local em que trabalhou o poeta Carlos Drummond de Andrade.
O Estádio Juscelino Kubitschek de Oliveira, ou simplesmente Estádio Barro Preto, foi o estádio do Cruzeiro Esporte Clube existente na Avenida Augusto de Lima. Posteriormente transformou-se no centro de treinamento e atualmente é o Parque Esportivo do Barro Preto ou sede urbana.

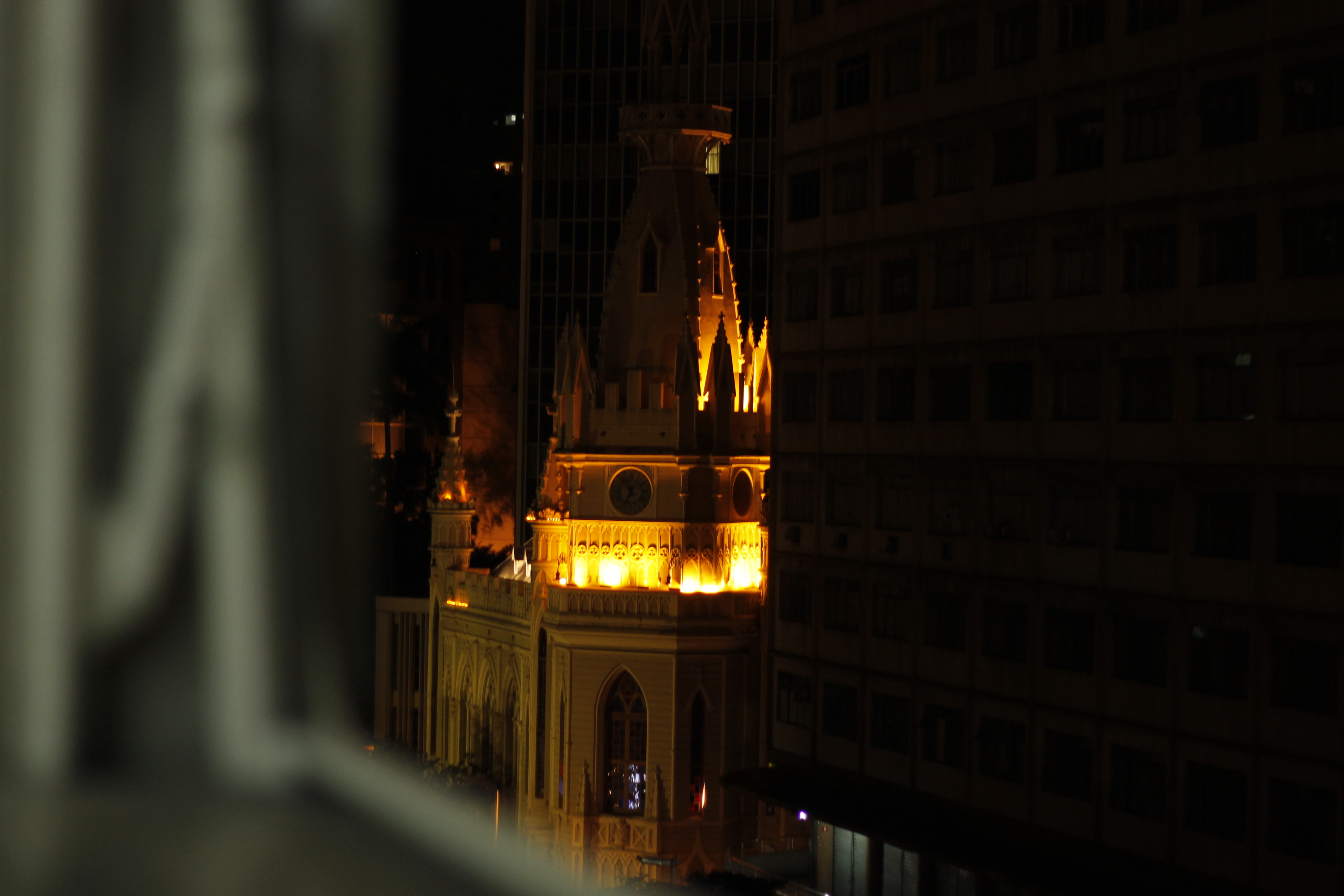
Centro de Referência da Moda, visto de apartamento na Avenida Augusto de Lima

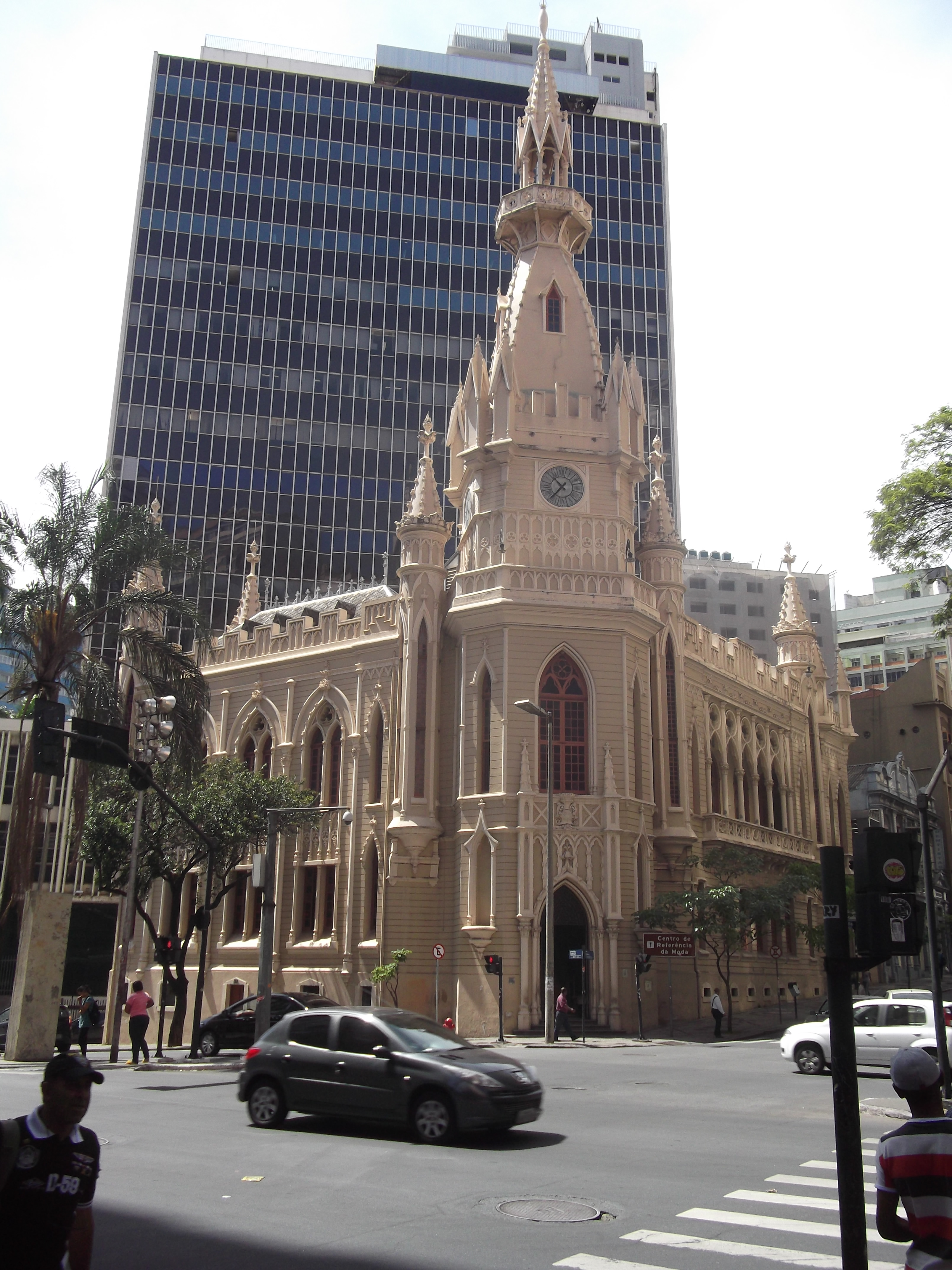
Centro de Referência da Moda de Belo Horizonte, no encontro da avenida com a Rua da Bahia.
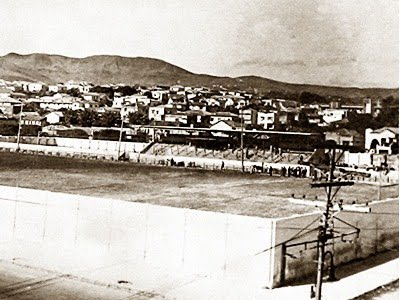
Estadio Barro Preto, antigo estadio do Cruzeiro e atual Sede Urbana do clube.
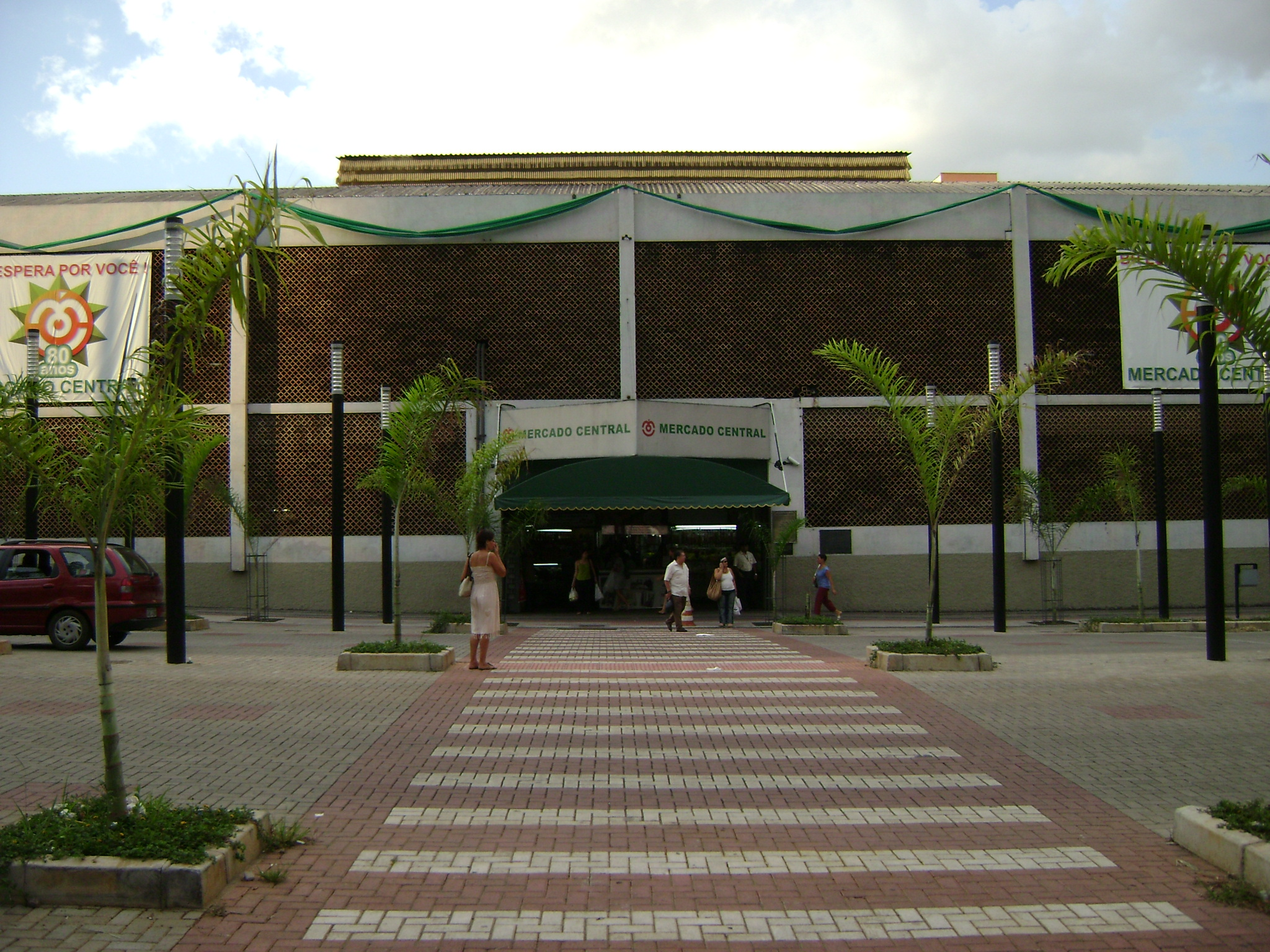
Mercado Central